# Катарство
Катарството (на гръцки: καθαροί, чисти) е религиозно течение, възникнало в средата на 10 век, но процъфтяло през 12 – 13 век в Западна Европа и определено от римокатолическата църква като еретическо. Центърът му е в Лангедок, днес в Южна Франция. Катарите са наричани също и албигойци. Това име се появява в края на 12 век и идва от наименованието на град Алби, античната Albiga.
Катарите изповядват новоманихейски дуализъм: съществуват две основни сили, добро и зло, а материалният свят принадлежи на злото. Подобни са възгледите на павликяните и богомилските общности в Източна Европа и Близкия Изток и катарите са тясно свързани с тези секти.

## История
В първата половина на XI век възникват изолирани катарски групи в западните части на Германия, Фландрия и Северна Италия. В края на века те изчезват, но отново се появяват през XII век. След 1140 година следва бързо нарастване на привържениците им за период от 30 години. По същото време богомилството претърпява реорганизация и богомилски мисионери пътуват на запад към средата на века. По същото време там проповядват и западни дуалисти, завърнали се от Втория кръстоносен поход (1147 – 49). След 1140-те години катарите вече са организирана църква със собствена йерархия, литургия и доктрина. Около 1149 г. е избран първият им епископ в Северна Франция а след няколко години има катарски епископи в Алби и Ломбардия. Те затвърждават статута си при посещението на богомилския епископ Папа Никита през 1167 г. Броят на епископствата продължава да расте и към началото на XII век те наброяват общо 11: едно в Северна Франция, 4 в Южна Франция и 6 в Италия. Катарите имат особено много последователи в Аквитания и Прованс.

## Учение
Въпреки че различните общности не изповядват една и съща доктрина, в основата на която стои виждането, че целият материален свят, включително човекът, е творение на дявола. В резултат се отхвърля всичко материално – не само в религиозно, но и в социално отношение – държавата, клетвата, трудът, военната служба, семейството, раждането и отглеждането на деца. Човекът, който по природа е добър, в този зъл свят трябва да се стреми да освободи духа си и да възстанови общението с Бог. Проповядва се строг аскетизъм, пълен пост, забрана на половия живот, пълно отхвърляне на светския живот. Те проповядват, че богът на доброто е безкрайно чист Дух, а богът на злото – Сатаната – е сътворил всичко материално. Богът на доброто изпраща на хората ангела Исус, който има само телесна обвивка; този ангел учи хората, че трябва да се откажат от плътта, от живота, за да се превърнат в чисти духове. Крайният аскетизъм прави от катарската църква „църква за избрани“, но въпреки това тя събира много последователи сред обикновените хора във Франция и Италия. Вярващите катари се делят на обикновени и Съвършени. Стремежът на обикновените е да станат Съвършени: да се откъснат от този свят някой ден като преминат церемония за инициация: consolamentum. След това се отдават на съзерцание и от тях се очаква придържане към най.високи морални стандарти, докато обикновените катари могат да се женят или да живеят на съпружески начала.
Катарската доктрина на Сътворението силно се различава от библейската, те се отнасят резервирано към Стария завет, а някои го отричат напълно. Те отказват да приемат мистичното помирение на доброто и злото във въплъщението и изкуплението. За тях Исус е просто ангел, неговите страдания и смърт като човек са илюзия. Те силно критикуват светските нрави и корупция в католическата църква.

### Учението на катарите през погледа на Бонакурс
Бонакурс казва, че според катарите дяволът е създал Адам от кал и затворил в него чрез висша сила ангел на светлината. Създал и Ева. От брака им се родил Каин, а от неговата кръв били създадени кучетата и затова били верни на хората. Според катарите всичко, което е създадено във въздуха, във водата и на земята, е дело на дявола, вкл. хората и другите създания и неодушевени предмети. Според тях Христос не е имал плът и не е ядял, нито е пиел, а само така е изглеждало. Те не вярват, че тялото му е възкръснало, нито че е прието на небето. Не приемат и че Синът е равен на Отца. Смятат, че чрез освещаването с вода по никакъв начин не може да се приеме Светият дух. Не вярват, че някаква видима материя (визирайки хляба от причастието) може да се превърне в тялото Христово. Смятат, че Слънцето е самият дявол, а луната е Ева. 

### Учението на катарите според Евервин Щайнфелдски
След едно изгаряне на катари Евервин Щайнфелдски описва тяхната ерес, силно впечатлен от тях. Основното на което набляга е тяхното виждане, че само те следват стъпките на Христос и са против притежаването на всякакви материални блага. Обвиняват и монасите, които макар да живеят в манастири, все пак притежават нещо, макар и не лично тяхно. 

## Борба с катарите
Католическата църква, разтревожена от разпространението на учението, отлъчва катарите на един събор в Тулуза. Свети Бернар от Клерво проповядва сред тях, за да ги върне в правия път. Съборът в Лион през 1163 г. и третият латерански събор през 1179 г. също ги заклеймяват, но без особени резултати. Накрая църковните власти и светските владетели се обединяват срещу катарската доктрина. Папа Инокентий III (1198 – 1216) се опитва да застави Раймон VI, граф на Тулуза, да потуши ереста, но не успява. Папският легат, изпратен с тази мисия, е убит през януари 1208 г. и се смята, че графът не е бил безучастен. Срещу еретиците е свикан Албигойският кръстоносен поход и хилядна кръстоносна армия, предвождана от барони от Северна Франция, в продължение на 20 години опустошава Тулуза и Прованс и сее смърт не само сред катарите, но и сред католиците. По-ефективни се оказват преследванията от страна на френския крал Луи IX, който с помощта на зараждащата се Инквизиция сломява окончателно съпротивата на катарите. Катарските крепости падат една по една. Твърдината Монсегюр близо до Пиренеите издържа девет месеца на непрекъсната обсада преди да бъде превзета през март 1244 г. Последно малката, изолирана и пренебрегвана крепост Керибюс, бързо пада през август 1255 г. Катарите преминават в нелегалност и много французи бягат в Италия, където преследването е по-слабо. Ереста изчезва окончателно през 15 век.

## Външни източници
- „Храмът на осмицата“ и Богомилите – Катари
- MONETA. Adversus Catharos et Waldenses libri quinque. Romae: Ricchini, 1743.